# Switch (campagne publicitaire)
Pour les articles homonymes, voir Switch.
Switch est une campagne publicitaire lancée par Apple Computer en juin 2002. Les spots de la campagne mettent en scène des utilisateurs qui ont « switché » (sont passés) de Microsoft Windows au Mac et ont été réalisés par Errol Morris.

## Lesswitchers
Les switchers apparaissant dans les spots de la campagne sont pour la plupart d'entre eux de réels utilisateurs lambda étant passés au Macintosh. Cependant certaines célébrités ont fait une apparition dans les spots tel que Tony Hawk, Yo-Yo Ma, Kelly Slater, Will Ferrell, et les membres de De La Soul.